# Pikul
Pikul é um EP de estreia da banda Silversun Pickups, lançado pela Dangerbird Records em 2005. Ele possui 17 faixas sem nomes depois da faixa "...All the Go Inbetweens", e todas elas são compostas de aproximadamente 45 segundos de duração em silêncio. A última faixa (Nº. 23) é "Sci-Fi Lullaby".  O nome do álbum vem de um nickname de um amigo da banda, e é dedicado a ele. Esse EP possui 2 videoclipes: "Kissing Families" e "Comeback Kid".

## Faixas
Todas as faixas foram escritas por Silversun Pickups (Brian Aubert, Nikki Monninger, Joe Lester, Christopher Guanlao) exceto para "Creation Lake", que foi escrita pela banda The Movies.
| N.º | Título                     | Duração |  |
| 1.  | "Kissing Families"         | 4:50    |  |
| 2.  | "Comeback Kid"             | 4:10    |  |
| 3.  | "Booksmart Devil"          | 4:26    |  |
| 4.  | "The Fuzz"                 | 5:54    |  |
| 5.  | "Creation Lake"            | 3:43    |  |
| 6.  | "...All the Go Inbetweens" | 7:49    |  |
| 23. | "Sci-Fi Lullaby"           | 5:00    |  |

- As faixas de 7 a 22 são compostas de aproximadamente 45 segundos de silêncio.